# Hyagnoides
Hyagnoides is een kevergeslacht uit de familie van de boktorren (Cerambycidae). De wetenschappelijke naam van het geslacht werd voor het eerst geldig gepubliceerd in 1939 door Breuning.

## Soorten
Hyagnoides is monotypisch en omvat slechts de volgende soort:
- Hyagnoides striaticollis Breuning, 1939